# Valentina Ivachnenko
Valentina Joerjevna Ivachnenko (Russisch: Валенти́на Ю́рьевна Ивахне́нко) (Jalta, 27 juni 1993) is een tennisspeelster uit de Krim. Geboren als Oekraïense, stapte zij in september 2014 over op de Russische vlag. Ivachnenko begon met tennis toen zij zes jaar oud was. Haar favoriete ondergrond is gravel. Zij speelt rechtshandig en heeft een tweehandige backhand.

## Loopbaan

### Enkelspel
Ivachnenko debuteerde in 2007 op het ITF-toernooi van Dnepropetrovsk (Oekraïne). Zij stond in 2010 voor het eerst in een finale, op het ITF-toernooi van Antalya (Turkije) – hier veroverde zij haar eerste titel, door de Roemeense Mihaela Buzărnescu te verslaan. De week erop won zij in Antalya nogmaals de titel, nu door de Nederlandse Daniëlle Harmsen te kloppen. In totaal won zij vier ITF-titels, de laatste in 2011 in Moskou (Rusland).
In 2012 kwalificeerde Ivachnenko zich voor het eerst voor een WTA-hoofdtoernooi, op het toernooi van Palermo.

### Dubbelspel
Ivachnenko behaalde in het dubbelspel betere resultaten dan in het enkelspel. Zij debuteerde in 2007 op het ITF-toernooi van Dnepropetrovsk (Oekraïne), samen met de Oekraïense Anastasiya Lytovchenko. Zij stond in 2008 voor het eerst in een finale, op het ITF-toernooi van Charkov (Oekraïne), samen met de Oekraïense Anastasiya Kyrylova – hier veroverde zij haar eerste titel, door het Oekraïense duo Yuliya Lyndina en Oksana Pavlova te verslaan. Tot op hedenjuli 2016 won zij negentien ITF-titels, de meest recente in 2015 in Pune (India).
In 2012 speelde Ivachnenko voor het eerst op een WTA-hoofdtoernooi, op het toernooi van Tasjkent, samen met de Oekraïense Kateryna Kozlova. Zij bereikten er de tweede ronde. Zij stond in 2016 voor het eerst in een WTA-finale, op het toernooi van Katowice, samen met Russin Marina Melnikova – zij verloren van het Japanse koppel Eri Hozumi en Miyu Kato.
Haar hoogste notering op de WTA-ranglijst is de 111e plaats, die zij bereikte in april 2016.

## Posities op deWTA-ranglijst
Positie per einde seizoen:
| jaar | rang enkelspel | rang dubbelspel |
| ---- | -------------- | --------------- |
| 2009 | 831            | 863             |
| 2010 | 359            | 318             |
| 2011 | 300            | 212             |
| 2012 | 240            | 130             |
| 2013 | 231            | 218             |
| 2014 | 459            | 299             |
| 2015 | 285            | 196             |

## Palmares
| Legenda                 |
| ----------------------- |
| Grandslamtoernooi       |
| Olympische Spelen       |
| Year-End Championships  |
| Premier Mandatory       |
| Premier Five / WTA 1000 |
| Premier / WTA 500       |
| International / WTA 250 |
| Challenger / WTA 125    |

### WTA-finaleplaatsen enkelspel
geen

### WTA-finaleplaatsen vrouwendubbelspel
| nr.              | finale     | toernooi     | ondergrond    | partner          | tegenstandsters      | score            |         |
| ---------------- | ---------- | ------------ | ------------- | ---------------- | -------------------- | ---------------- | ------- |
| gewonnen finales |            |              |               |                  |                      |                  |         |
| geen             |            |              |               |                  |                      |                  |         |
| verloren finales |            |              |               |                  |                      |                  |         |
| 1.               | 2016-04-10 | WTA Katowice | hardcourt (i) | Marina Melnikova | Eri Hozumi Miyu Kato | 6-3, 5-7, [8-10] | details |